# Regina Duarte
Regina Blois Duarte, née le 5 février 1947 à Franca (São Paulo), est une comédienne et une femme politique brésilienne.

## Biographie
Elle a notamment tenu de nombreux rôles dans des telenovelas brésiliennes. Sa fille Gabriela Duarte est également actrice.
Le 29 janvier 2020, elle devient secrétaire d'État à la Culture dans le gouvernement de Jair Bolsonaro. Elle quitte cette fonction le 20 mai suivant ; elle aurait refusé d'entreprendre la croisade culturelle contre les idées de gauche voulue par le président.

## Filmographie

### Cinéma
- 1968 : Lance Maior (pt) - Cristina
- 1969 : A Compadecida (pt) - Compadecida
- 1975 : O Auto da Compadecida (pt)
- 1976 : Chão Bruto (pt) - Sinhana
- 1977 : Parada 88, o Limite de Alerta (pt) - Ana
- 1978 : Daniel, Capanga de Deus - Beatriz / Sandra
- 1981 : El Hombre del Subsuelo - Luisa dos Santos
- 1982 : O Homem do Pau-Brasil (pt) - Lalá
- 1983 : O Cangaceiro Trapalhão (pt) - Aninha
- 1984 : São Bernardo (film) - Madalena
- 1985 : Além da Paixão (pt) - Fernanda
- 1995 : La Lona
- 2000 : Um Anjo Trapalhão (pt)

### Télévision
- 1965 : A Deusa Vencida (pt) - Malu
- 1965 : A Grande Viagem (pt) - Isabel
- 1966 : As Minas de Prata (pt) - Inesita
- 1966 : Anjo Marcado (pt) - Lilian
- 1967 : Os Fantoches (pt) - Bete
- 1968 : Legiões dos Esquecidos (pt) - Regina
- 1968 : O Terceiro Pecado (pt) - Carolina
- 1969 : Os Estranhos (pt) - Melissa
- 1969 : Dez Vidas (pt) - Pom Pom
- 1969 : Véu de Noiva (pt) - Andréa
- 1970 : Irmãos Coragem (pt) - Ritinha
- 1971 : Minha Doce Namorada (pt) - Patrícia
- 1971 : Caso Especial (pt) - épisode Nº1
- 1972 : Selva de Pedra (pt) - Simone Marques
- 1974 : Carinhoso (pt) - Cecília
- 1974 : Fogo Sobre Terra (pt) - Bárbara
- 1977 : Nina (pt) - Nina
- 1979 : Malou (Malu Mulher) - Malu
- 1982 : Sétimo Sentido (pt) - Luana Camará
- 1983 : Guerra dos Sexos (pt) - Alma
- 1984 : Joana (pt) - Joana Martins
- 1985 : Roque Santeiro (pt) - Viúva Porcina
- 1987 : O Outro (pt) - Clara
- 1988 : Vale Tudo (pt) - Raquel Acciole
- 1989 : Top Model (pt) - Florinda
- 1990 : Rainha da Sucata (pt) - Maria do Carmo Pereira
- 1994 : Incidente em Antares (pt) - Shirley Terezinha
- 1995 : Irmãos Coragem (pt) - caméo
- 1995 : Une histoire d'amour (História de Amor) - Helena Soares
- 1997 : Por Amor - Helena Viana
- 1999 : Chiquinha Gonzaga - Chiquinha Gonzaga
- 1999 : O Belo e as Feras (pt) - Lídia
- 2001 : Estrela-Guia (pt) - caméo
- 2002 : Desejos de Mulher (pt) - Andrea Vargas
- 2003 : Kubanacan (pt) - Maria Félix
- 2005 : Sob Nova Direção (pt) - épisode A Mensalista
- 2006 : Le Roman de la vie (Páginas da Vida) - Helena
- 2008 : Três Irmãs (pt) - Waldete Maria de Nascimento Bezerra/Vêronica Ramos
- 2010 : Araguaia - Antoninha
- 2010 : As Cariocas (pt) - Maria Elisa (Malu), épisode A Adúltera da Urca
- 2011 : O Astro (pt) - Clô Hayalla

## Théâtre
- 1966 - La Mégère apprivoisée
- 1967 - Seule dans la nuit - une adolescente
- 1969 - Roméo et Juliette - Juliette Capulet
- 1971 - Don Quichotte
- 1975 - Réveillon - Janete
- 1978 - O Santo Inquérito - Branca Dias
- 1986 - Miss Banana
- 1992 - La vie est un songe
- 2001 - Honneur (pt) - Norah
- 2005 - Coração Bazar

## Récompenses
- Prix APCA de la meilleure actrice TV
  - 1979 - pour Malou
  - 1980 - pour Malou
  - 1985 - pour Roque Santeiro